# 555

## Evenimente
- Un cutremur devastează Latakia din Imperiul Bizantin.
- Vigilius și-a încheiat domnia ca papă catolic (537-555).
- HANATUL  ROURAN. ESTE. CUCERIT

## Decese
- 7 iunie: Papa Vigiliu  (n. ?)
- dată necunoscută: Theudebald  (n. 534)